# Récif Mischief
Le récif Mischief, aussi connu sous le nom du récif Meiji (chinois : 美济礁 ; pinyin : Měijì Jiāo), en tagalog Panganiban reef, est un récif dans l'archipel des îles Spratleys dans le sud de la mer de Chine à 250 kilomètres des côtes des Philippines.
Le récif est occupé et contrôlé par la Chine, et est revendiqué par Taïwan, les Philippines et le Viêt Nam.
La zone entourant le récif est connue, pour être riche et inexploitée en gaz et pétrole.

## Histoire et topographie
Le récif aurait été découvert par Henry Spratly en 1791 et aurait été nommé d'après le nom d'un de ses membres d'équipage allemand Heribert Mischief. Des rochers sont visibles par marée basse ce qui forme un lagon.

## Localisation et description
Le récif Mischief est situé aux coordonnées 9° 55' N, 115° 32' E,.

## Construction d'une île artificielle
Les Philippines ont qualifié les actions de la Chine d'« invasion  rampante ». La stratégie des Chinois pour occuper un récif est tout d'abord de le marquer par des bouées de navigation, puis par des amers en béton plus permanents. Viennent ensuite des abris temporaires en bois ou en bambou, et sauf opposition ferme, des fortifications militaires sont ensuite édifiées.
En 1994 et 1995, la Chine a commencé la construction de structures sur pilotis pendant que la marine philippine n'était pas en patrouille sur les lieux en raison de la période de mousson. Après ces constructions, le gouvernement philippin a protesté mais le gouvernement chinois a précisé qu'il ne s'agissait que d'abris pour les pêcheurs. En 1999, de nouvelles protestation des Philippines ont lieu après la construction de nouvelles structures qui ressemblent à des installations militaires.
Les Philippines ont pris la décision de ne pas détruire les structures chinoises afin de ne pas conduire à une escalade des tensions.
Le 11 juillet 2012, une frégate chinoise de type 053  Dongguan s'est échouée sur le récif et a provoqué une situation diplomatique délicate. Le bateau a par la suite été remorqué dans une base chinoise.
En 2015, le Center for Strategic and International Studies publie des images satellites montrant que des navires chinois sont en train de construire une île sur le récif,.
Dans les photos aériennes disponibles en 2016, la passe vers le lagon a été aménagée pour la navigation, les deux tiers de l'atoll ont été exhaussés sous forme d'île sablonneuse bordée de brise-lames en béton ; un aéroport a été construit, et une base militaire permanente est en cours de construction.